# Châteauvieux (Loir i Cher)
Châteauvieux és un municipi francès, situat al departament del Loir i Cher i a la regió de Centre – Vall del Loira. L'any 2007 tenia 549 habitants.

## Demografia

### Població
El 2007 la població de fet de Châteauvieux era de 549 persones. Hi havia 217 famílies, de les quals 60 eren unipersonals (24 homes vivint sols i 36 dones vivint soles), 93 parelles sense fills, 56 parelles amb fills i 8 famílies monoparentals amb fills.
La població ha evolucionat segons el següent gràfic:
Habitants censats

### Habitatges
El 2007 hi havia 299 habitatges, 221 eren l'habitatge principal de la família, 51 eren segones residències i 27 estaven desocupats. 295 eren cases i 4 eren apartaments. Dels 221 habitatges principals, 190 estaven ocupats pels seus propietaris, 25 estaven llogats i ocupats pels llogaters i 6 estaven cedits a títol gratuït; 4 tenien una cambra, 18 en tenien dues, 47 en tenien tres, 74 en tenien quatre i 78 en tenien cinc o més. 172 habitatges disposaven pel capbaix d'una plaça de pàrquing. A 102 habitatges hi havia un automòbil i a 102 n'hi havia dos o més.

### Piràmide de població
La piràmide de població per edats i sexe el 2009 era:
| Homes | Edats   | Dones |
| ----- | ------- | ----- |
| 0     | 95 o +  | 4     |
| 8     | 90 a 94 | 12    |
| 4     | 85 a 89 | 40    |
| 8     | 80 a 84 | 20    |
| 8     | 75 a 79 | 0     |
| 20    | 70 a 74 | 12    |
| 8     | 65 a 69 | 32    |
| 32    | 60 a 64 | 24    |
| 12    | 55 a 59 | 12    |
| 16    | 50 a 54 | 16    |
| 12    | 45 a 49 | 32    |
| 16    | 40 a 44 | 12    |
| 24    | 35 a 39 | 20    |
| 16    | 30 a 34 | 4     |
| 24    | 25 a 29 | 12    |
| 12    | 20 a 24 | 0     |
| 32    | 15 a 19 | 20    |
| 8     | 10 a 14 | 12    |
| 12    | 5 a 9   | 4     |
| 12    | 0 a 4   | 0     |

## Economia
El 2007 la població en edat de treballar era de 299 persones, 216 eren actives i 83 eren inactives. De les 216 persones actives 199 estaven ocupades (110 homes i 89 dones) i 17 estaven aturades (5 homes i 12 dones). De les 83 persones inactives 41 estaven jubilades, 16 estaven estudiant i 26 estaven classificades com a «altres inactius».

### Ingressos
El 2009 a Châteauvieux hi havia 216 unitats fiscals que integraven 468 persones, la mediana anual d'ingressos fiscals per persona era de 16.072,5 €.

### Activitats econòmiques
Dels 14 establiments que hi havia el 2007, 4 eren d'empreses de construcció, 3 d'empreses de comerç i reparació d'automòbils, 3 d'empreses de transport, 1 d'una empresa d'informació i comunicació, 1 d'una empresa immobiliària, 1 d'una empresa de serveis i 1 d'una empresa classificada com a «altres activitats de serveis».
Dels 6 establiments de servei als particulars que hi havia el 2009, 2 eren oficines de correu, 1 guixaire pintor, 2 fusteries i 1 lampisteria.
L'any 2000 a Châteauvieux hi havia 31 explotacions agrícoles que ocupaven un total de 1.782 hectàrees.

## Equipaments sanitaris i escolars
El 2009 hi havia una escola maternal integrada dins d'un grup escolar amb les comunes properes formant una escola dispersa.

## Poblacions més properes
El següent diagrama mostra les poblacions més properes.